# Єрмолови (телесеріал)
«Єрмолови» — російський драматичний телесеріал, з елементами мелодрами і містики, знятий в 2008 році компанією «Фаворит-фільм» на замовлення «Централ Партнершип». Вперше показаний в Казахстані восени 2009 року на телеканалі «Астана», потім в Україні на телеканалі «1+1» в березні 2009 року та на Першому каналі в Росії в травні 2010 року. Телесеріал поставлений на основі трилогії Ганни Берсенєвої «Єрмолови», що включає романи: «Яблука з чужого раю», «Антистерва», «Мурка, Маруся Климова».

## Сюжет
Дія серіалу починається в XVII столітті в Польщі, з трагедії в родині Радзивілів. Дізнавшись про те, що юний спадкоємець цього князівського роду, Анджей подарував одну з родових прикрас (парюру) своїй коханій, простолюдинці Марилі, його батьки розлучають закоханих і відбирають брошку. Спостерігаючи, як Марилю відвозять на возі, а його батьки в цей час, виходять зустрічати наречену сина, Анджей кидається з башти на очах у батьків. Мариля ж проклинає злощасні коштовності Радзивіллів і весь їх рід на віки вічні, і теж кінчає життя самогубством — топиться в озері.
Далі глядачів переносять у 1920-ті роки. Костянтин Єрмолов закохується в Асю, яка танцює і співає ночами в кабаре. Здавалося б, все йде добре, поки Костянтина не відправляють у відрядження до Білорусі, щоб стежити за дівчиною Христиною та її батьком, які мали стати ворогами радянської влади. Проживши поруч з дівчиною кілька місяців, він закохується в неї. Незабаром оголошують, що відрядження закінчене і Христину засилають до табору, а подаровані нащадком династії Радзивіллів камені відбирають. Незабаром Христина розуміє, що це все не випадковість, а Костянтин співучасник її арешту. Це ті самі злощасні прикраси, колись прокляті полькою, чия любов з юним Радзивіллом трагічно закінчилася через них. Коштовності ці будуть переслідувати Єрмолових до нашого часу, приносячи нещастя в коханні всім, хто їх носить.
Костя повернувся до Асі, але до неї випадково потрапляють ці коштовності. Звідси починається чорна смуга.
Проходить багато років, на дворі початок 1950-х. З каміннями зустрічається вже донька Костянтина і його другої дружини Наталії — Тоня. Приїхавши на практику в білоруську село, вона випадково зустрічається з сином Христини, а потім і з самою Христиною. Та просить Тоню залишити її сина у спокої. Як з'ясовується, сина вона народила в таборі, а його батько — Стас Радзивілл. У поїзді, що йде до столиці, Тоня зустрічає циганку, яка ворожить їй в обмін на прикраси. Незабаром у Тоні народжується син Сергій.
Проходить ще 25 років. Сергій навчається в інституті і зустрічає там свою майбутню дружину Ганну. У неї народжується син Матвій. Через кілька років Сергій випадково зустрічає циганку, та віддає йому прикраси, що дісталися їй від мами, але натомість причаровує Сергія. Ганна знаходить в кишені чоловіка прикраси, він дарує їх своїй дружині. А Тоня, яка підтримує дуже теплі стосунки з невісткою, просить продати коштовності, аби вони не заважали жити їх родині. Ганна не послухала свекруху, Сергій йде від Ганни до Амалії (циганки). Разом зі свекрухою Ганна шукають вихід з цієї ситуації.

## У ролях
- Дмитро Щербина — Костянтин Єрмолов (правнук російського генерала Єрмолова);
- Ганна Міклош — Анастасія Боднарчук, дружина Костянтина;
- Олена Захарова — Антоніна Костянтинівна Єрмолова, донька Костянтина від другої дружини Наталії;
- Ада Роговцева — Антоніна Костянтинівна Єрмолова, мати Сергія, у старості;
- Ганна Большова — Ганна, дружина Сергія, мати Матвія;
- Володимир Симонов — Сергій Єрмолов, чоловік Ганни, батько Матвія, коханець Амалії;
- Всеволод Болдін — Матвій Сергійович Єрмолов, син Ганни та Сергія;
- Сергій Жарков — Сергій Єрмолов в молодості;
- Ірина Лосєва — Амалія;
- Наталя Костенева — Маруся, донька Амалії;
- Олег Масленніков-Войтов — Кастусь, син Христини;
- Василина Римжа — Христина в молодості;
- Гражина Байкштіте — Христина у старості;
- Станіслав Любшин — Паоло Маліверні, син Асі та Джакомо Маліверні;
- Андрій Чубченко — Марко Маліверні, син Паоло;
- Михайло Борисович Борисов — депутат Корочкін, начальник Матвія;
- Геннадій Храпунков — Касьян Іванович

## Судові тяжби
Холдинг «Сонячні продукти» восени 2010 року подав позов до Арбітражного суду Москви з вимогою стягнути 770,9 тис. рублів з кінокомпанії «Централ Партнершип» (ЦПШ). Спроба через суд повернути гроші була викликана тим, що в 2007 році сторони домовилися, що в серіалі "Єрмолови" буде product placement майонезу "Московський провансаль". Рекламодавець розраховував, що серіал буде показаний в 2009 році, в ефір ж він вийшов тільки в травні 2010 року. Втім суд відмовив позивачу.